# 鷹號航空母艦 (R05)
鷹號航空母艦（HMS Eagle R05）是一艘英國皇家海軍曾操作過的航空母艦，是原訂建造四艘、但實際上只完成兩艘的大膽級（Audacious class）航空母艦之一號艦，其同型艦為弦號R09的皇家方舟號（HMS Ark Royal）。原名大膽號（Audacious）的本艦開工於1942年，但1946年時改名為鷹號，以紀念1942年時在馬爾他附近海域戰損的前一代同名航空母艦。
鷹號的建造工程曾因第二次世界大戰結束而一度停頓，直至1952年才完工。該艦在服役期間，曾於1954年6月至1955年2月期間接受現代化改造工程，加裝了彈射器和斜向飛行甲板。之後繼續服役，並於1972年時退役，1978年時解體。

## 基本資料
- 全長:245米
- 艦闊:34.3米
- 吃水:11米
- 基本排水量:33,500噸
- 滿載排水量:46,900噸

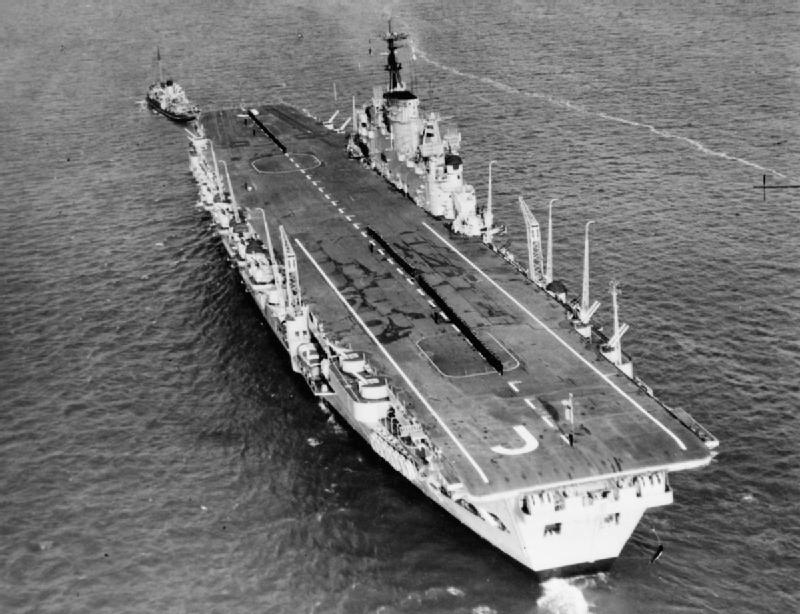
1951年時剛就役、還在進行海上測試時的鷹號。此時的鷹號還是採用初完工時的貫通式飛行甲板。

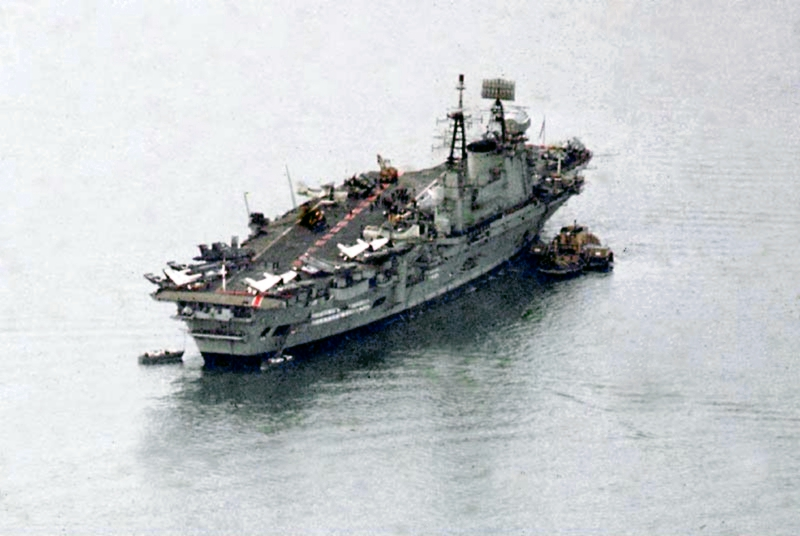
斜式甲板改裝後

- 動力:4部總馬力152,000匹馬力柴油發動機
- 最快航速:31.5節
- 航程:7,000海里(14節)
- 武裝:8座114毫米口徑防空高射炮+52門40毫米口徑機炮
- 乘員:2,750人
- 艦載機:45架艦載機

## 艦載機

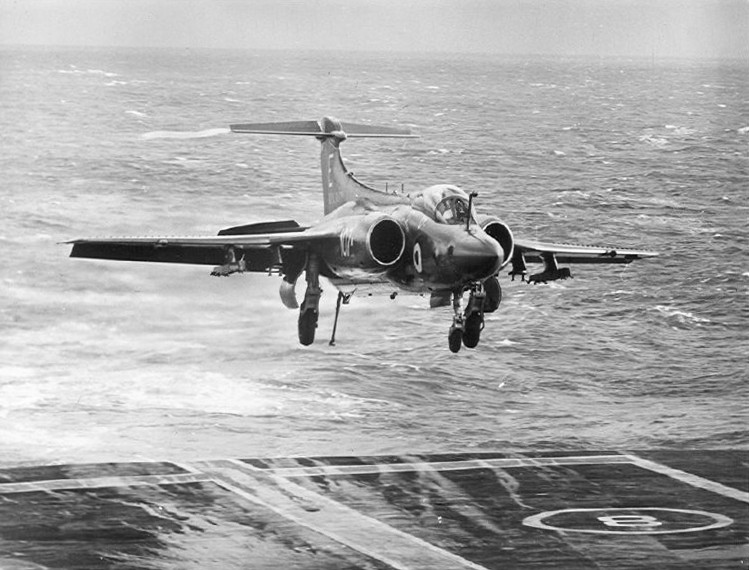
掠夺者式攻击机

本艦使用過的艦載機舉例如下:
- 海雌狐式戰鬥機
- 掠夺者式攻击机
- 彎刀戰鬥機
- F-4K幽靈II式戰鬥機
- 塘鵝式反潛機
- 海王式直昇機

## 外部連結
- 鷹號航空母艦1969年 （页面存档备份，存于）